# 가화만사성
《가화만사성》(家和萬事成)은 2016년 2월 27일부터 2016년 8월 21일까지 방송된 MBC 주말 드라마이다.

## 줄거리
자수성가한 중식당 가화만사성의 절대군주 봉삼봉과 가족들이 크고 작은 사건을 통해 진정한 가족의 의미를 깨닫고 '가화만사성'을 이루는 가슴 따뜻한 가족드라마

## 등장인물

### 주요 인물
- 김영철 : 봉삼봉 역 (젊은시절 : 박훈; 아역 : 박민상)
- 원미경 : 배숙녀 역 (젊은시절 : 이봄)
- 김소연 : 봉해령 역
- 이상우 : 서지건 역
- 이필모 : 유현기 역 (아역 : 노태엽)

### 봉씨 일가
- 김지호 : 한미순 역
- 장인섭 : 봉만호 역
- 최윤소 : 봉해원 역
- 지수원 : 봉삼숙 역 (아역 : 송희수)
- 윤다훈 : 봉삼식 역 (아역 : 박승준)
- 소희정 : 오민정 역
- 이나윤 : 봉진화 역
- 김사랑 : 봉선화 역
- 윤석호 : 봉삼구 역

### 서지건의 주변 인물
- 남명렬 : 서도형 역
- 전진서 : 서영우 역
- 박민우 : 이강민 역 (아역 : 이창식)
- 박지일 : 이석호 역
- 서경화 : 김인숙 역

### 유현기의 주변 인물
- 서이숙 : 장경옥 역
- 이소정 : 이영은 역

### 가화만사성
- 윤진이 : 주세리 역
- 안효섭 : 최철수 / 강준영 역
- 박진우 : 부주방장 역
- 강이은 : 홍지숙 역
- 이규정 : 안초롱 역

### 그 외 인물들
- 김난휘 : 안미나 역
- 안내상 : 김민석 역
- 공재원 : 솔가 비타민 광고 오디션 심사위원 역
- 정유민 : 지수 역 (유현기 맞선녀)
- 서영탁 : 지수 아버지 역
- 강민정 : 여 기자 역
- 정아미 : 예절강사 역
- 손선근
- 서지연
- 윤희원 : 김성훈 과장 역
- 김정수 : 배숙녀 복싱트레이너 역
- 최민금
- 이광세
- 손영순
- 조성희
- 길정우 : 유서진 역
- 서광재
- 추귀정
- 김익태
- 서보익
- 유장영
- 전해룡
- 전진기
- 안성건
- 권홍석
- 배기범
- 강동엽
- 유금
- 한여울
- 민대식
- 주부진
- 이달
- 이진목
- 이웅희
- 이희석
- 최리호
- 유필란
- 송경화
- 설지윤
- 구본석
- 함진성
- 차상미
- 손정림
- 기연호 : 초등학교 교장 역
- 최한별
- 반혜라
- 권태진
- 김현
- 김광현 : 도로에서 유현기와 실랑이를 벌이는 남자 역
- 장문규
- 한춘일 : 고추밭 주인 역
- 이형구
- 최영진
- 정영도
- 최서후
- 강찬양
- 권오수
- 변건우
- 한창현
- 금광산 : 사채업자 역
- 당현석
- 임성표
- 김태랑
- 유옥주
- 문아람
- 이병철
- 박병욱
- 김우혁 : 김진영 역
- 안기영
- 은서율
- 석보배
- 임세원
- 이수련 : 아나운서 역

### 특별 출연
- 다니엘 린데만 : 독일인 손님 역
- 보이쳐

## 시청률
최저 시청률과 최고 시청률은 시청률 조사회사와 지역별로 시청률에 차이가 있을 수 있습니다.
| 2016년      | 2016년      | 2016년         | 2016년       | 2016년         | 2016년       |
| 회차        | 방송일      | TNmS 시청률    | TNmS 시청률  | AGB 시청률     | AGB 시청률   |
| 회차        | 방송일      | 대한민국(전국) | 서울(수도권) | 대한민국(전국) | 서울(수도권) |
| ----------- | ----------- | -------------- | ------------ | -------------- | ------------ |
| 제1회       | 2월 27일    | 14.4%          | 14.1%        | 14.8%          | 16.4%        |
| 제2회       | 2월 28일    | 16.1%          | 16.6%        | 17.6%          | 18.8%        |
| 제3회       | 3월 5일     | 14.1%          | 14.4%        | 13.3%          | 14.5%        |
| 제4회       | 3월 6일     | 14.3%          | 14.8%        | 15.7%          | 16.5%        |
| 제5회       | 3월 12일    | 12.5%          | 12.3%        | 12.7%          | 12.9%        |
| 제6회       | 3월 13일    | 13.7%          | 14.0%        | 14.6%          | 15.6%        |
| 제7회       | 3월 19일    | 13.6%          | 13.8%        | 15.1%          | 16.8%        |
| 제8회       | 3월 20일    | 13.7%          | 13.8%        | 14.9%          | 15.3%        |
| 제9회       | 3월 26일    | 12.0%          | 12.2%        | 13.3%          | 14.6%        |
| 제10회      | 3월 27일    | 13.4%          | 13.5%        | 14.4%          | 15.1%        |
| 제11회      | 4월 2일     | 13.2%          | 13.6%        | 13.2%          | 14.2%        |
| 제12회      | 4월 3일     | 13.9%          | 14.5%        | 15.4%          | 16.9%        |
| 제13회      | 4월 9일     | 12.7%          | 13.7%        | 13.0%          | 15.0%        |
| 제14회      | 4월 10일    | 13.4%          | 13.6%        | 14.2%          | 15.7%        |
| 제15회      | 4월 16일    | 12.3%          | 12.5%        | 13.6%          | 14.8%        |
| 제16회      | 4월 17일    | 13.8%          | 14.3%        | 13.6%          | 15.1%        |
| 제17회      | 4월 23일    | 13.0%          | 13.2%        | 12.7%          | 13.9%        |
| 제18회      | 4월 24일    | 16.0%          | 17.0%        | 15.4%          | 16.7%        |
| 제19회      | 4월 30일    | 13.4%          | 13.1%        | 15.2%          | 16.8%        |
| 제20회      | 5월 1일     | 15.8%          | 15.9%        | 16.3%          | 17.4%        |
| 제21회      | 5월 7일     | 13.7%          | 14.3%        | 13.7%          | 14.7%        |
| 제22회      | 5월 8일     | 15.6%          | 15.5%        | 16.8%          | 18.1%        |
| 제23회      | 5월 14일    | 15.2%          | 15.7%        | 15.8%          | 16.7%        |
| 제24회      | 5월 15일    | 17.0%          | 17.9%        | 18.0%          | 19.7%        |
| 제25회      | 5월 21일    | 14.3%          | 14.6%        | 15.1%          | 16.2%        |
| 제26회      | 5월 22일    | 16.5%          | 16.2%        | 17.4%          | 18.4%        |
| 제27회      | 5월 28일    | 14.9%          | 14.0%        | 14.7%          | 15.3%        |
| 제28회      | 5월 29일    | 16.1%          | 15.9%        | 16.5%          | 18.0%        |
| 제29회      | 6월 4일     | 15.2%          | 15.8%        | 14.8%          | 15.9%        |
| 제30회      | 6월 5일     | 16.8%          | 17.6%        | 16.8%          | 18.3%        |
| 제31회      | 6월 11일    | 14.8%          | 14.5%        | 14.8%          | 16.3%        |
| 제32회      | 6월 12일    | 15.5%          | 15.4%        | 17.1%          | 18.8%        |
| 제33회      | 6월 18일    | 14.4%          | 15.5%        | 15.3%          | 16.9%        |
| 제34회      | 6월 19일    | 16.7%          | 17.5%        | 18.0%          | 18.9%        |
| 제35회      | 6월 25일    | 14.0%          | 14.9%        | 14.8%          | 16.0%        |
| 제36회      | 6월 26일    | 16.7%          | 17.4%        | 17.5%          | 18.4%        |
| 제37회      | 7월 2일     | 15.6%          | 15.2%        | 16.0%          | 16.1%        |
| 제38회      | 7월 3일     | 17.3%          | 17.2%        | 19.3%          | 20.1%        |
| 제39회      | 7월 9일     | 16.9%          | 16.3%        | 17.5%          | 18.4%        |
| 제40회      | 7월 10일    | 17.8%          | 17.0%        | 17.2%          | 18.4%        |
| 제41회      | 7월 16일    | 16.2%          | 16.6%        | 16.7%          | 18.2%        |
| 제42회      | 7월 17일    | 17.9%          | 17.4%        | 18.9%          | 20.0%        |
| 제43회      | 7월 23일    | 17.0%          | 16.4%        | 15.9%          | 17.0%        |
| 제44회      | 7월 24일    | 18.4%          | 17.4%        | 18.9%          | 19.8%        |
| 제45회      | 7월 30일    | 16.5%          | 17.6%        | 15.5%          | 16.2%        |
| 제46회      | 7월 31일    | 17.1%          | 17.0%        | 17.3%          | 18.2%        |
| 제47회      | 8월 7일     | 15.2%          | 14.8%        | 14.5%          | 15.3%        |
| 제48회      | 8월 13일    | 21.1%          | 20.9%        | 20.4%          | 21.0%        |
| 제49회      | 8월 14일    | 19.0%          | 18.3%        | 17.6%          | 18.6%        |
| 제50회      | 8월 20일    | 17.7%          | 15.7%        | 17.4%          | 18.3%        |
| 제51회      | 8월 21일    | 18.6%          | 19.1%        | 17.5%          | 18.0%        |
| 평균 시청률 | 평균 시청률 | 15.39%         | 15.50%       | 15.82%         | 16.93%       |

## 결방과 연장
- 2016년 8월 6일 : 2016년 하계 올림픽 중계관계로 결방
- 2016년 8월 11일 : 가화만사성 방영 분량이 50부작에서 1회 연장되어 51부작으로 변경 및 확정되었다.

## 수상
- 2016년 에이판 스타 어워즈 장편드라마 부문 여자 최우수연기상 김소연
- 2016년 에이판 스타 어워즈 장편드라마 부문 남자 우수연기상 이필모
- 2016년 코리아 드라마 어워즈 연기대상, 올해의 스타상 김소연
- 2016년 MBC 연기대상 연속극 부문 남자 최우수연기상 이상우
- 2016년 MBC 연기대상 연속극 부문 여자 최우수연기상 김소연
- 2016년 MBC 연기대상 연속극 부문 남자 황금연기상 이필모
- 2016년 MBC 연기대상 연속극 부문 여자 황금연기상 김지호

## 경쟁 프로그램
- 《아이가 다섯》 (KBS2, 2016년 2월 20일 ~ 2016년 8월 21일)
- 《그래, 그런거야》 (SBS, 2016년 2월 13일 ~ 2016년 8월 21일)